# Weigela
Weigela, sin. Weigelia, este un gen de arbuști foioși din familia Caprifoliaceae, care cresc până la 1-5 m înălțime, care cuprinde între 6 și 38 de specii. Toate speciile sunt originare din estul Asiei. Genul este numit după savantul german Christian Ehrenfried Weigel.

## Descriere
Frunzele sunt de 5-15 cm lungime, oval-alungite, cu vârgul acuminat și margine zimțată.
Florile sunt de 2-4 cm lungime, cu cinci lobi, cu petale albe, roz sau roșii (rar galbene), care apar în mai mulți corimbi mici la începutul verii.
Fructul este o capsulă uscată, care conține numeroase semințe mici cu aripi.

## Fosile
Mai multe fosile de semințe și fragmente de fructe de †Weigela srodoniowae au fost descrise ca datând din miocenul mijlociu în zona Fasterholt de lângă Silkeborg, în centrul Iutlandei, Danemarca.

## Istoric
Prima specie care a fost adunată pentru grădinile occidentale, Weigela florida, răspândită în China de Nord, Coreea și Manciuria, a fost găsită de către Robert Fortune și importată în Anglia în anul 1845. După deschiderea Japoniei către occidentali, mai multe specii Weigela și versiuni de grădină au fost „descoperite” de către vânătorii de plante europeni în anii 1850 și 1860, deși acestea erau deja bine cunoscute de localnici. 
Colecția națională britanică de Weigela se află în Grădina Botanică din Sheffield, alături de colecția națională de Diervilla, o plantă înrudită. Colecția națională germană de Weigela, Sichtungsgarten Weigela, se află în Buckow, Märkische-Schweiz.

## Ecologie
Unele specii de Weigela sunt hrană pentru larvele unor specii de lepidoptere, printre care molia Euproctis chrysorrhoea.

## Specii acceptate
1. Weigela coraeensis Thunb.  [7]
2. Weigela decora (Nakai) Nakai

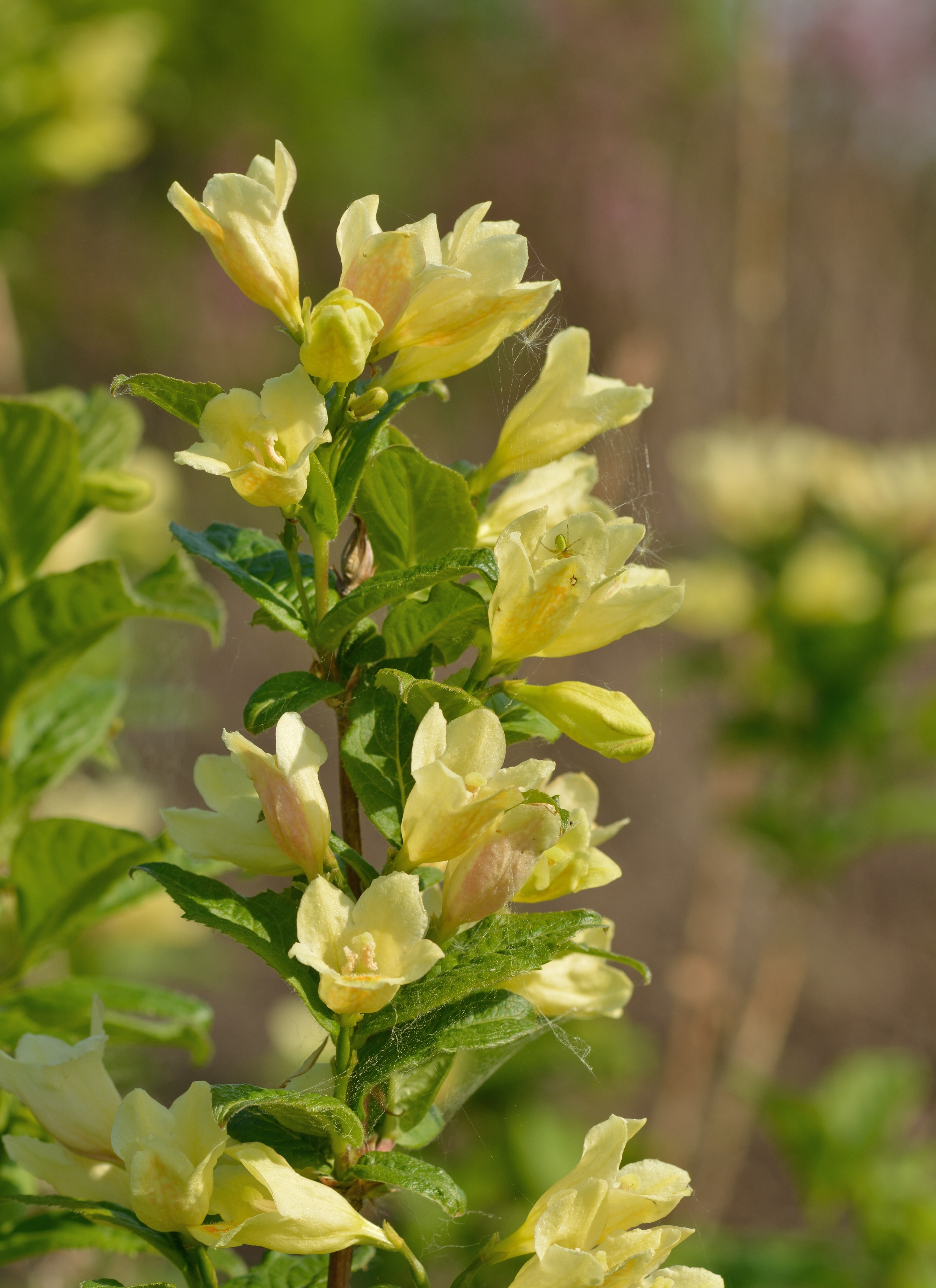
Weigela middendorffiana

3. Weigela floribunda (Siebold & Zucc.) K. Koch
4. Weigela florida (Bunge) A. DC.
5. Weigela × fujisanensis (Makino) Nakai
6. Weigela hortensis (Siebold & Zucc.) K. Koch
7. Weigela japonica Thunb.
8. Weigela maximowiczii (S. Moore) Rehder
9. Weigela middendorfiana (Carrière) K. Koch
10. Weigela sanguinea (Nakai) Nakai
11. Weigela suavis (Kom.) L. H. Bailey
12. Weigela subsessilis (Nakai) L. H. Bailey

## Cultivare
Mai multe specii sunt foarte populare ca arbuști ornamentali în grădini, deși acestea au fost în mare parte înlocuite de hibrizi (încrucișări între W. florida și alte specii asiatice). Următoarele soiuri au câștigat premii din partea Royal Horticultural Society:

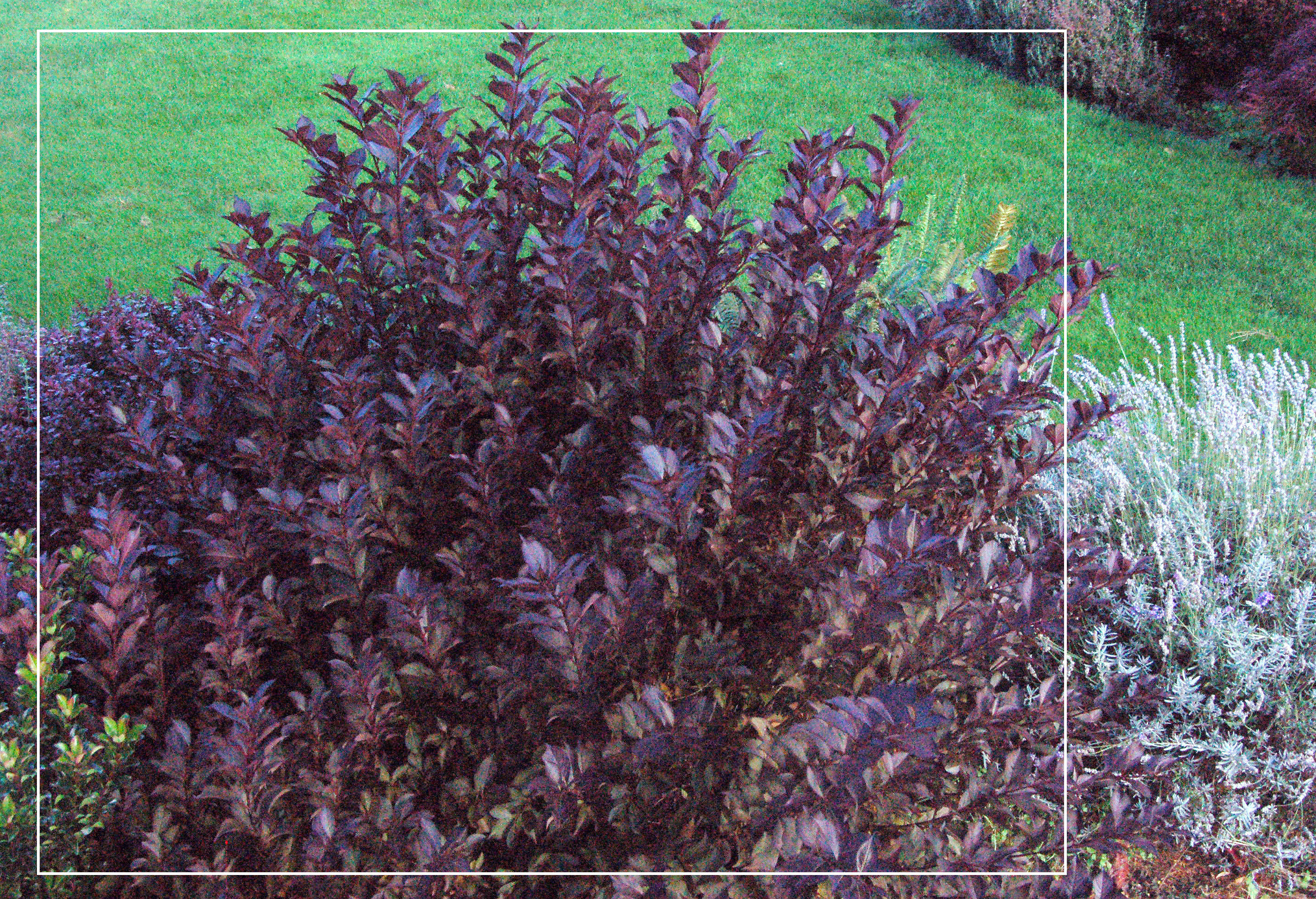
Weigela florida 'Wine & Roses'

- Weigela 'Red Prince' [9]
- Weigela 'Florida Variegata'[10]
- Weigela 'Praecox Variegata'[11]

### Weigela florida'Pink Princess'
Weigela florida 'Pink Princess' este un soi popular de Weigela florida, un arbust originar din nordul Chinei, Coreea și Japonia, care înflorește abundent. Este o plantă robustă, ușor de crescut și întreținut. Arbustul crește până la o înălțime și lățime de până la 1,5 m în condiții adecvate și este astfel mult mai compact decât Weigela florida, ceea ce îl face mai versatil. Atrage păsările colibri și albinele.